# کراولی، شهرستان مندوسینو، کالیفرنیا
کراولی (به انگلیسی: Crowley) یک منطقهٔ مسکونی در ایالات متحده آمریکا است که در شهرستان مندوسینو، کالیفرنیا واقع شده‌است. کراولی ۳۷۷ متر بالاتر از سطح دریا واقع شده‌است.